# 湘剧
湘剧又称长沙湘剧，是流行于湖南东部和中部地区的一个中國地方剧种，至今已经有600多年以上的历史。

## 历史
湘剧旧称“人戏”、“大戏”。因用长沙方言演唱，并以长沙为中心，以及江西萍鄉、吉安等地，也流行于长沙府下属各县，故也称为大戲班子、長沙班子、湘潭班子、長沙湘戲、長沙湘劇。根据历史记载，“明洪武三年（1370年），朱元璋择封第八子为长沙王，建吉王府养伶人于府，又常邀民社献艺，曰湘乐。”外来的戏剧逐渐与本地文化相结合形成了湘剧。明嘉靖三十八年（1559年）徐渭所著《南詞敘錄》說：「今唱家稱弋陽腔，則出於江西，兩京、湖南、閩、廣用之。」可見當時弋陽腔已在湖南流行。後來青陽腔的影響日深，湘劇在曲牌中添入大段滾唱，形成高腔中的“放流”。
清朝康熙雍正年間，湘劇班社多以唱高腔為主，或兼唱崑腔，譬如福秀班、老仁和班。乾隆年間，湘劇班社逐漸增多，其中大普慶班則以唱崑腔為主。清代中葉徽調和漢調傳入，湘劇開始加入彈腔(又稱亂彈)，稱為南北路。南路是指二簧，北路則指西皮。道光年間，出現了最早以唱彈腔為主的仁和班。同治至光緒年間，不但班社蓬勃興起，而且各地紛紛辦起科班 ，僅長沙一帶，就先後設立30多班。後來，彈腔成為湘劇的主要唱腔，除《三國》、《水滸》、《楊家將》等歷史故事戲外，劇目尚有稱為“三十六按院”的一批公案戲，如《四進士》、《奇雙會》等。
民國時期，湘劇不斷發展。1921年，開始出現福祿坤班等女子科班，自此湘劇有了女演員。1938年12月，田漢曾舉辦短期訓練班，在湖南南部及廣西桂林一帶先後組成7個湘劇宣傳隊，作抗日戰爭的宣傳。在抗日戰爭中，湘劇受到嚴重的摧殘，許多戲班被迫流散，不少名演員在戰火中犧牲。
中華人民共和國成立後，曾經整理、創作了不少著名劇目，例如《琵琶上路》、《打獵回書》、《追魚記》等。高腔劇目《拜月記》和創作的現代戲《園丁之歌》都被攝製成影片。湘剧在现代成为边缘文化，得不到社会的关注。主要戏剧作家的相继去世以及演员收入太低而转行导致湘剧的日渐衰微。而湘剧的没落也激起了保护文化的声潮，政府官员的参与以及新剧目的创作有助于湘剧重新得到市场。2008年，湘剧列入第二批国家级非物质文化遗产。

## 特点
湘剧声腔主要由高腔、低牌子、昆腔、弹腔（乱弹）4种声腔构成，用中州韵唱白。高腔是湘剧四大声腔的代表，源于江西的弋阳腔。
低牌子是一種曲牌聯套體結構的唱腔，唱時以嗩吶或笛子來作伴奏，更配以鑼鼓。為了豐富唱腔，營造強烈對比，高腔和低牌子分折間唱的演唱形式，稱為“高低間唱”。

## 剧目
湘剧有1155个历史剧目，很多出自宋末南戏、元代杂剧和明清传奇，以及地方的传说和艺人的创作。
- 明代
  - 四大连台
  - 六大记
- 清代
  - 王船山——《龙舟会》
  - 杨恩寿——《坦园六种曲》
- 民国时期
  - 《拜月记》
  - 《追鱼记》
  - 《生死牌》
- 中华人民共和国时期
  - 《布衣毛润之》
  - 《马陵道》
  - 《铸剑》
  - 高腔《大决堤》2005年8月19日

## 推薦文獻
- 編輯委員會，《中國戲曲志》《湖南卷》，北京文化藝術出版社，1990
- 中國大百科全書出版社編輯部，《中國大百科全書》，北京中國大百科全書出版社，1983
- 編輯委員會，《中國戲曲劇種大辭典》，上海辭書出版社，1995
- 麻國鈞，《劇種·劇碼·劇人》，北京大眾文藝出版社，2000
- 徐慕雲，《中國戲劇史》，上海古籍出版社，2001
- 葉炳南，《新中國地方戲劇改革紀實》，中國文史出版社，2000
- 黎建明，《湘劇音樂概論》，北京人民音樂出版社，1999
- 歐壽廷／李允恭傳譜／黎建明增補整理，《湘劇低牌子音樂》，北京人民音樂出版社，1991
- 黎建明，《湖南湘劇、花鼓戲鑼鼓經》，長沙湖南文藝出版社，1986
- 徐紹清，《長沙湘劇高腔變化初探》，長沙湖南人民出版社，1982
- 張九／石生潮，《湘劇高腔音樂研究》，北京人民音樂出版社，1981
- 金漢川，《湖南戲曲研究》，北京中國戲劇出版社，1993
- 龍華，《湖南戲曲史稿》，長沙湖南大學出版社，1988
- 湖南省戲曲研究所，《湖南戲曲樂論》，長沙湖南文藝出版社，1987